# Engenheiro agrônomo

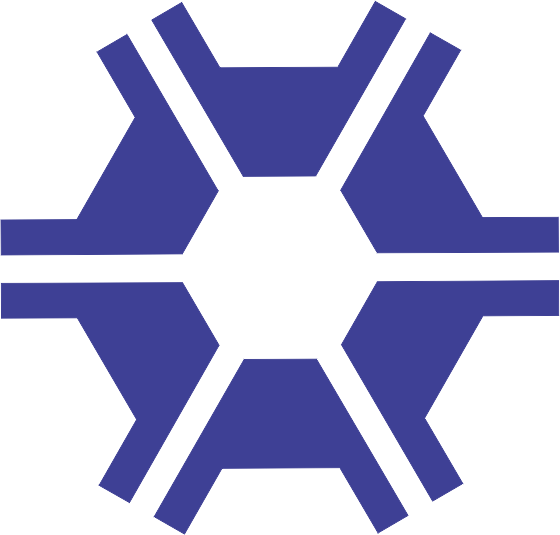
Símbolo da Agronomia é uma engrenagem formada a partir de seis letras "A", que representam as Associações de Engenheiros-Agrônomos dos Estados filiados à FAEAB (Federação das Associações de Engenheiros Agrônomos do Brasil).

Engenheiro-agrônomo (português brasileiro) ou agrónomo (português europeu) é um profissional com formação de ensino superior, cujo campo de atuação abrange diversas áreas, tais como fitotecnia, fitossanidade, zootecnia, solos, engenharia rural, meio ambiente, mecanização, economia, agroindústria, entre outras. 
O dia do engenheiro-agrônomo é comemorado no dia 12 de outubro.

## No Brasil
Para atuar no Brasil, o profissional deve ser registrado no Conselho Regional de Engenharia e Agronomia - CREA. 
As atribuições profissionais no Brasil são regulamentadas pelo art. 5º da Resolução 218 de 29 de junho de 1973 do Conselho Federal de Engenharia e Agronomia (Confea), sem prejuízo das previstas no Decreto Federal n.º 23.196 de 12/10/33  e da Lei n.º 5.194/1966.

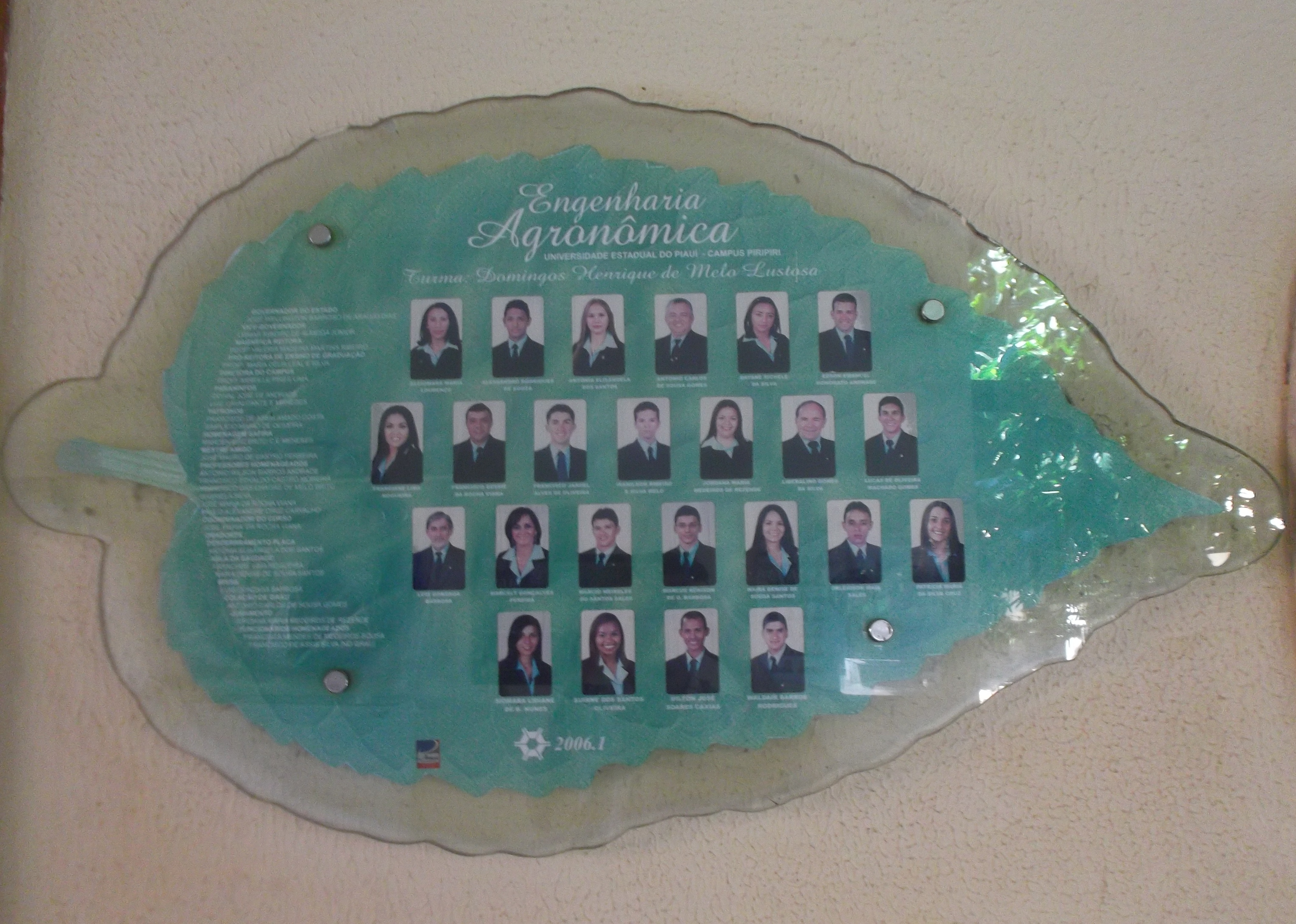
Placa de colação de grau em Engenharia Agronômica na UESPI

### Regulamentação profissional
O único nome correto do curso que forma os engenheiros agrônomos, no Brasil, é "engenharia agronômica", conforme o decreto-lei nº 9.585,  de 16 de agosto de 1946, em vigor,  que concede o título de engenheiro-agrônomo aos diplomados por estabelecimentos de ensino  superior de agronomia. Diz seu artigo 1º:
Aos alunos que terminarem o curso da Escola Nacional de Agronomia e dos estabelecimentos congêneres, reconhecidos pelo Governo Federal, será conferido o título de Engenheiro-Agrônomo com direito a registro na Superintendência do Ensino Agrícola e Veterinário, do Ministério da Agricultura, na forma de legislação em vigor. 
A engenharia agronômica, portanto, sem suporte legal, poderia designar algum campo restrito e específico da agronomia, que engloba todas as normas daquilo proveniente do campo (produção vegetal e animal).
As atribuições legais dos formados em Agronomia são aquelas definidas pelo decreto federal nº 23.196 de 12/10/33, combinado com a Lei 5.194/66. A  resolução nº 184, de 29 de agosto de 1969, do Confea, que continha a expressão  "engenharia agronômica"  foi revogada pela resolução nº 218, de 29 de junho de 1973. Percebe-se que o nome do curso - Agronomia - é que dá o título profissional e não o contrário.
Por consequência o MEC, ao receber a administração do ensino agrícola superior, manteve a denominação dos cursos como “Agronomia” e o título do formando “Engenheiro-Agrônomo” (Resolução CFE 38/75). Decisão que além de seguir a tradição estava em sintonia com as normas anteriores do Ministério da Agricultura e com a Lei 5.194/66, que denomina “faculdade ou escola superior de Agronomia (art 2º, inciso a)” e reconhece apenas o título de Engenheiro-Agrônomo (art. 1º), prática que já funcionava no país desde 1946.
Ressalta-se que a Resolução MEC/CNE/CES nº 1, de 2 de fevereiro de 2006 — referente a diretrizes curriculares do curso de Agronomia —  que contém a denominação "engenharia agronômica", é hierarquicamente subsidiária aos decretos acima citados e não poderia, portanto, contrariá-los, criando uma  denominação alternativa para o curso. 
Mais recentemente a nova Lei de Diretrizes e Bases da Educação (lei 9.394/96) desvinculou o diploma acadêmico da titulação profissional.
O engenheiro-agrônomo é um profissional com capacidade de realizar análises científicas, identificar e resolver problemas, preocupar-se com atualização permanente de conhecimentos e de tomar decisões com a finalidade de operar, modificar e criar sistemas agropecuários e agroindustriais, sempre se preocupando com os aspectos sociais e de sustentabilidade. O conteúdo  essencial do curso de agronomia constitui-se de matérias destinadas a caracterização da identidade profissional. Além disso, o profissional conta com matérias de conteúdos profissionais específicos, como engenharia rural, meio ambiente, economia, zootecnia, fitotecnia, silvicultura, biologia vegetal, química, bioquímica, solos, mecanização, irrigação,  fitossanidade, economia rural, meteorologia, interação entre a planta e o solo, manejo de plantas e animais, zoonoses, controle de pragas agrícolas e urbanas, entre muitas outras.
(…) Ressalta-se que a agronomia tem ampla diversidade de atribuições, respeitados os limites do artigo 5º da Resolução 218. Além dos trabalhos mais óbvios da profissão, como os ligados à agricultura geral, zootecnia, engenharia rural, horticultura, fruticultura, grandes culturas, solos, mecanização e construções rurais, são também atribuições do Engenheiro Agrônomo os trabalhos profissionais de planejamento, assistência técnica, consultoria, análise de viabilidade técnica e econômica, perícia, ensino, pesquisa e extensão relacionados às atividades acima citadas, assim como a armazéns e armazenagem, tecnologia de alimentos, irrigação e drenagem, ecologia, estudos e avaliação de espécies animais e vegetais, formação, recuperação, e manejo de pastagens e alimentação e reprodução de animais, melhoramento genético de plantas e animais.
Entretanto, é preciso reconhecer que outras profissões têm atribuições em áreas de sombreamento com a Agronomia, quais sejam: engenharia agrícola, civil, florestal, de alimentos, zootecnia,  veterinária, agrimensura, economia, administração, biologia, geografia, meteorologia, etc… 
Dentre as atividades específicas do engenheiro-agrônomo ficou faltando a "AVIAÇÃO AGRÍCOLA" que, por legislação do CREA/CONFEA e do Ministério da Agricultura (MAPA), cabe às empresas agroaéreas legalmente estabelecidas, a contratação do engenheiro-agrônomo com especialização em Aviação agrícola para o desempenho legal dessa atividade na condição de Responsável Técnico. Essas empresas agroaéreas dedicam-se à pulverização aérea de: sementes, agrotóxicos, fertilizantes e maturadores (majoritariamente em cana-de-açúcar), todos na zona rural. Na área urbana, a atividade daquele profissional nessas mesmas empresas estão voltadas para a pulverização de inseticidas para o controle de vetores de doenças.

## Atribuições
O desempenho das atividades 01 a 18 do artigo 1º desta Resolução, referentes à engenharia rural:
- Construções para fins rurais e suas instalações complementares;
- Irrigação e drenagem para fins agrícolas;
- Fitotecnia e zootecnia; melhoramento animal e vegetal;
- Recursos naturais renováveis;
- Ecologia,
- Agrometeorologia;
- Defesa sanitária;
- Química agrícola;
- Alimentos;
- Tecnologia de transformação (açúcar, amidos, óleos, laticínios, vinhos e destilados);
- Beneficiamento e conservação dos produtos animais e vegetais;
- Zimotecnia;
- Agropecuária;
- Edafologia;
- Fertilizantes e corretivos;
- Processo de cultura e de utilização de solo;
- Microbiologia agrícola; biometria;
- Parques e jardins;
- Mecanização na agricultura;
- Implementos agrícolas;
- Nutrição animal;
- Agrostologia;
- Bromatologia e rações;
- Economia rural e crédito rural;
- Seus serviços afins e correlatos.

Discrimina atividades das diferentes modalidades profissionais da engenharia, arquitetura e agronomia
- 01 - Supervisão, coordenação e orientação técnica;
- 02 - Estudo, planejamento, projeto e especificação;
- 03 - Estudo de viabilidade técnica-econômica;
- 04 - Assistência, assessoria e consultoria;
- 05 - Direção de obras e serviços técnicos;
- 06 - Vistoria, perícia, avaliação, arbitramento, laudo e parecer técnico;
- 07 - Desempenho de cargo e função técnica;
- 08 - Ensino, pesquisa, análise, experimentação, ensaio e divulgação técnica; extensão;
- 09 - Elaboração de orçamento;
- 10 - Padronização, mensuração e controle de qualidade;
- 11 - Execução de obra e serviço técnico;
- 12 - Fiscalização de obra e serviço técnico;
- 13 - Produção técnica e especializada;
- 14 - Condução de trabalho técnico;
- 15 - Condução de equipe de instalação, montagem, operação, reparo ou manutenção;
- 16 - Execução de instalação, montagem e reparo;
- 17 - Operação e manutenção de equipamento e instalação;
- 18 - Execução de desenho técnico.

Papel do engenheiro-agrônomo, florestal e demais profissionais do sistema CONFEA/CREA
(Art. 1º da Lei 5.194/66)
As profissões de engenheiro, arquiteto, engenheiro-agrônomo e afins são caracterizadas pelas realizações de interesse social e humano que importem nos seguintes empreendimentos:
a) aproveitamento e utilização de recursos naturais;
b) meios de locomoção e comunicação;
c) edificações, serviços e equipamentos urbanos, rurais e regionais;
d) instalações e meios de acesso a costas, cursos, e massas de água;
e) desenvolvimento industrial e agropecuário.

Áreas de Atuação
Solos
- Gênese e morfologia e classificação dos solos
- Física do solo
- Microbiologia do solo
- Fertilidade do solo
- Uso e conservação do solo e água

Fitotecnia
- Botânica e morfologia vegetal
- Fisiologia vegetal
- Genética e melhoramento vegetal
- Identificação de pragas e seu controle (Entomologia)
- Identificação de doenças e seu controle (Fitopatologia)
- Armazenamento e análise de sementes
- Grandes culturas
- Horticultura
- Silvicultura

Engenharia Rural
- Estatística e experimentação agrícola
- Topografia
- Meteorologia e climatologia agrícola
- Mecanização agrícola
- Hidrologia agrícola
- Hidráulica agrícola
- Irrigação e drenagem
- Construções rurais e ambiência
- Energia na agricultura

Zootecnia
- Melhoramento animal
- Nutrição animal
- Agrostologia a plantas tóxicas
- Bovinocultura de corte
- Bovinocultura de leite
- Ovinocultura
- Suinocultura
- Avicultura
- Piscicultura

Tecnologia de Alimentos
- Tecnologia de produtos de origem vegetal
- Tecnologia de produtos de origem animal

Atuação e Mercado de Trabalho
- Agronegócio;
- Recursos hídricos, irrigação, drenagem engenharia Agrícola
- Biocombustível, energias alternativas (Solar eólica)
- Meio ambiente e aquecimento do planeta;
- Armazenagem e conservação grãos e outros produtos
- Planejamento urbano-rural; abastecimento urbano;
- Ciência, tecnologia, pesquisa científica e agropecuária;
- Ensino, assistência técnica e extensão rural
- Planejamento - gerenciamento e gestão de organizações públicas e privadas; área de laboratórios
- Segurança alimentar e ambiental;
- Consultorias e auditoras, entre outros.

Avanços Tecnológicos
- Geração de tecnologias agropecuárias, conservação, armazenagem e abastecimento de alimentos
- Geração de tecnologias alternativas ao aquecimento global
- Políticas de investimento público em infra-estrutura (urbana/rural (PAC R$ 540 bi)
- Política nacional de habitação (um milhão de casas), saneamento, mobilidade viária urbana, portos, aeroportos, metrô
- Grandes investimentos: infra-estrutura e construção civil - ferrovias, rodovias, transporte marítimo, Copa do Mundo, Olimpíadas
- Pré-sal, Biocombustível, petroquímica, agronegócio, modal energéticos - grandes hidrelétricas (Santo Antônio, Jirau e Belo Monte)
- Modal viário - plano nacional de saneamento básico
- Telecomunicações/tecnologia da informação
- Ciência, tecnologia, pesquisa e educação
- Construção naval
- Avanços na mineração
- Tecnologia da informação (internet, eletrônica)